# 樂天電信

商標

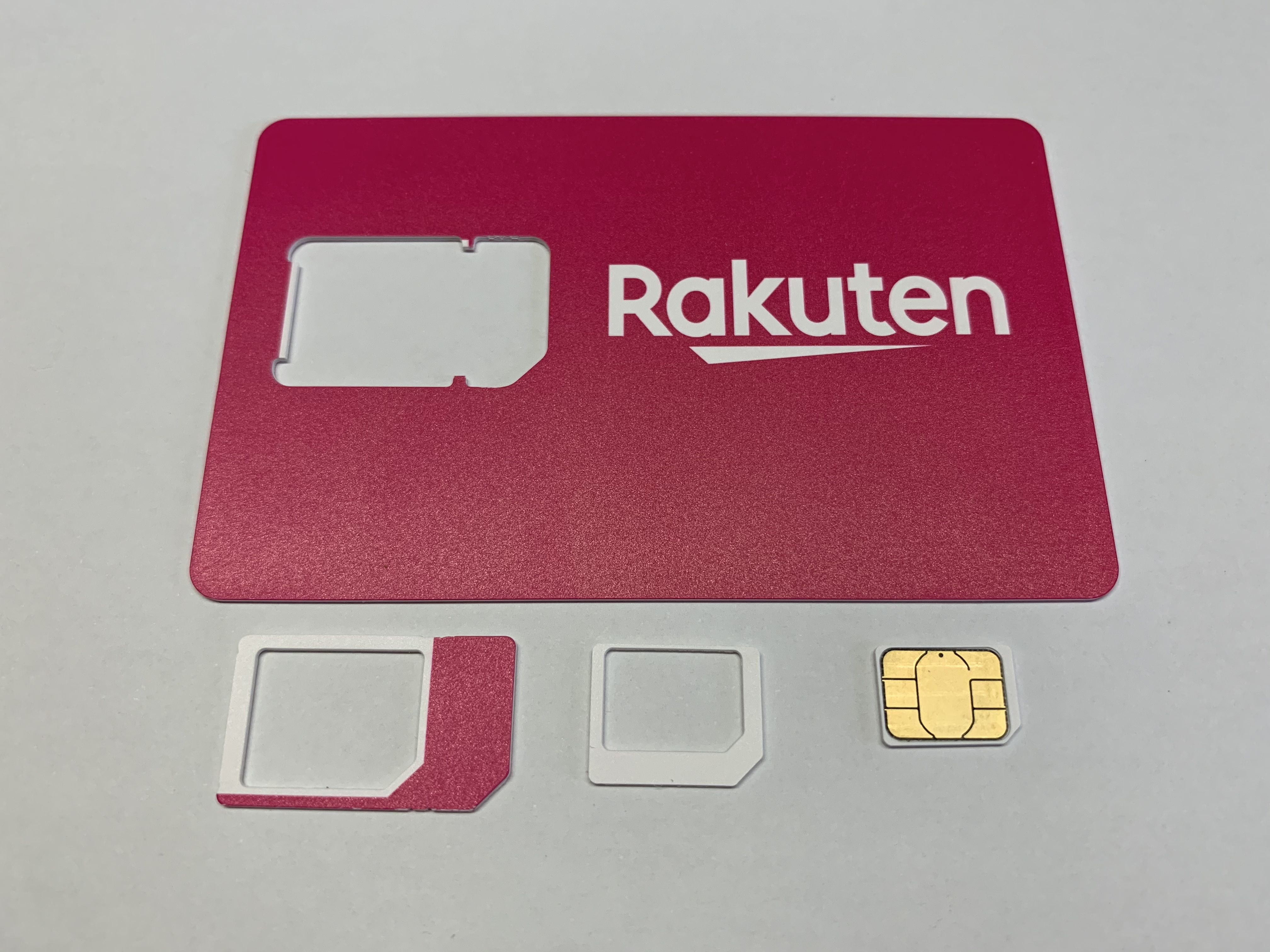
SIM、microSIM、nanoSIM

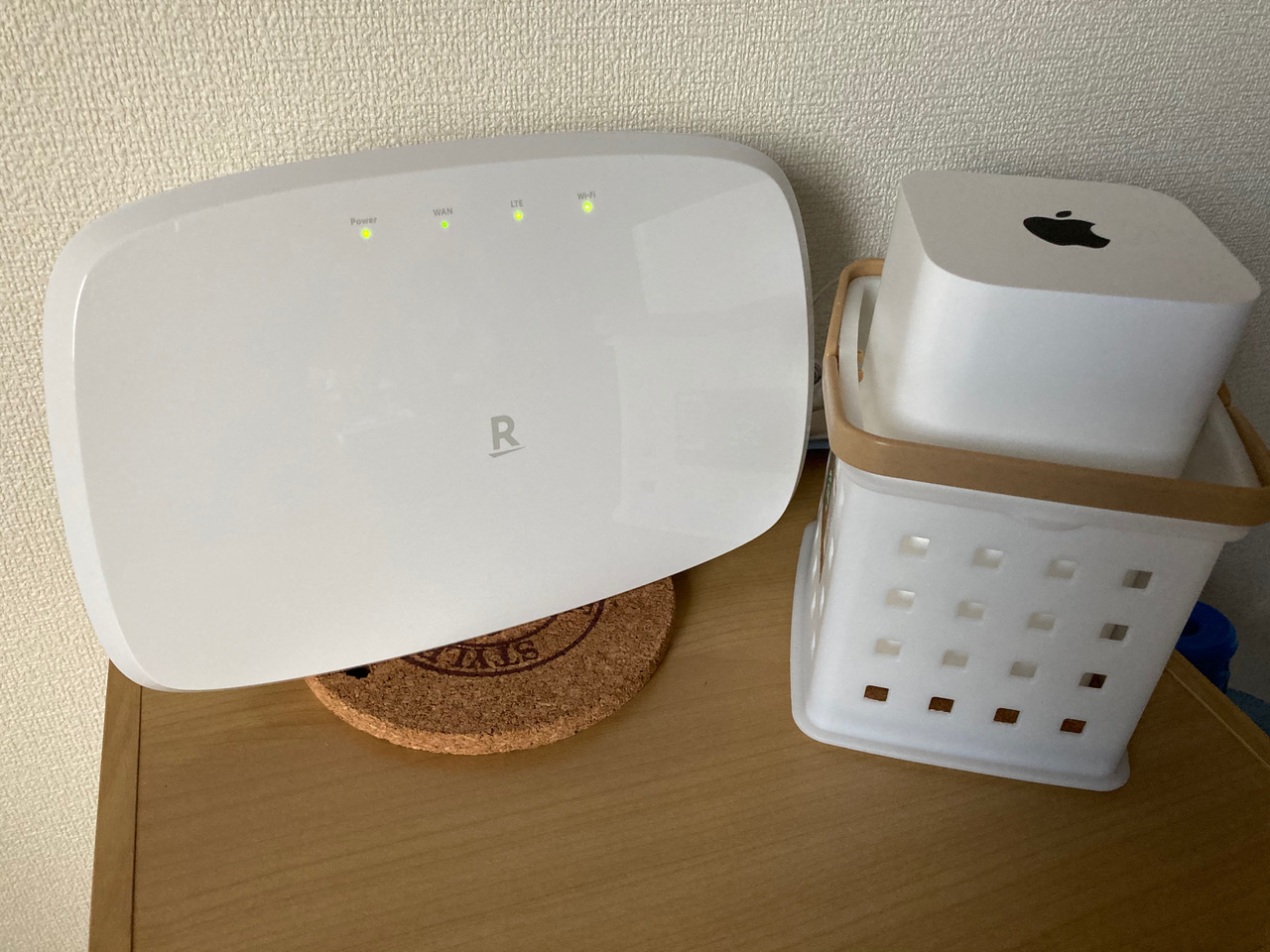
Rakuten Casa (A Rakuten Mobile femtocell.)

樂天電信（日语：楽天モバイル）是日本樂天電信提供的行動通信服務品牌。

## 沿革
- 2017年12月14日，樂天宣布進入手機（MNO）業務[1]
- 2018年1月10日，成立樂天電信有限公司
- 2018年4月6日，総務省電波監理審議會決定將1.7GHz頻段分配給樂天
- 2019年1月23日，獲得了關東，東海和近畿地區特定的許可
- 2019年4月1日，將Rakuten Mobile Network的公司名稱更改為Rakuten Mobile Co.，Ltd.
- 2019年9月24日，取得了九州地區特定許可，並已在日本所有地區完成收購
- 2019年10月1日，高級服務開始。最初僅限於“免費支持者計劃”的5,000名參與者。
- 2020年1月22日，將“免費支持者計劃”擴展到20,000人
- 2020年3月3日，宣布價格方案
- 2020年4月8日，推出正式服務
- 2020年4月22日，將非漫遊區域的流量限制提高到5GB
- 2020年6月30日，用戶申請數量突破100萬
- 2020年9月30日，開始提供5G服務。將5G的價格方案更改為“ Rakuten UN-LIMIT V”[2]
- 2020年12月30日， 契約申請數量超過200萬。
- 2021年1月29日， 公佈新資費套餐「Rakuten UN-LIMIT VI」[3]
  - 3月9日，契約申請數量超過300萬。
  - 4月30日 - 開始銷售iPhone。
- 2022年5月13日 - 公佈新資費套餐「Rakuten UN-LIMIT VII」[4][5]。

## 相關資料
- Ahamo（日语：Ahamo）
- Povo（日语：Povo）
- LINEMO（日语：LINEMO）
- 移动虚拟运营商

## 外部連結
- 官方网站
- 樂天電信的Facebook專頁
- 樂天電信的X（前Twitter）
- YouTube上的樂天電信頻道
- 由乐天员工提供的乐天移动多语言指南